# Martin Vozábal
Martin Vozábal (Tábor, 8 de Novembro de 1978) é um ex-jogador de futebol tcheco que atuava como meia.

## Carreira
Martin Vozábal representou a Seleção Checa de Futebol, nas Olimpíadas de 2000. 